# Bartolo Ambrosione
Bartolo Ambrosione (Brescia, 22 maggio 1959) è un cavaliere italiano.

## Carriera
In carriera ha disputato due edizioni dei Giochi olimpici: Los Angeles 1984 e Seul 1988. Nel 1984 ha chiuso al 30º posto nel concorso completo individuale e al 7º in quello a squadre; quattro anni più tardi si è classificato all'11º posto nell'individuale, mentre in quello a squadre l'Italia non ha completato la prova.
Negli anni duemila è stato più volte mossiere del Palio di Siena.